# Corispermum microspermum
Corispermum microspermum är en amarantväxtart som beskrevs av Nicolaus Thomas Host. Corispermum microspermum ingår i släktet lusfrön, och familjen amarantväxter. Inga underarter finns listade i Catalogue of Life.